# Planckimpedans
Planckimpedans, betecknat {\displaystyle Z_{\text{P}}}, är en impedansenhet och en av de härledda Planckenheterna, ett måttenhetssystem som bygger på naturliga enheter. Planckimpedans definieras som:
{\displaystyle Z_{\text{P}}={\frac {V_{\text{P}}}{I_{\text{P}}}}={\frac {\hbar }{q_{\text{P}}^{2}}}={\frac {1}{4\pi \epsilon _{0}c}}={\frac {Z_{0}}{4\pi }}}
där {\displaystyle \hbar } är Diracs konstant och {\displaystyle c} ljusets hastighet i vakuum.
Dess värde är ungefär 29,9792458 Ω.